# Twierdzenie Heinego-Cantora
Twierdzenie Heinego-Cantora – nazwane na cześć Heinricha Heinego oraz Georga Cantora twierdzenie mówiące że każda funkcja ciągła na przestrzeni zwartej jest jednostajnie ciągła.

## Dowód
Niech {\displaystyle f:X\to Y} będzie funkcją ciągłą działającą z przestrzeni zwartej {\displaystyle (X,\varrho )} w przestrzeń metryczną {\displaystyle (Y,\sigma ).} Ustalmy {\displaystyle \varepsilon >0.}
Z ciągłości {\displaystyle f} dla każdego {\displaystyle x\in X} istnieje liczba {\displaystyle \delta _{x}>0} taka, że {\displaystyle \sigma (f(x),f(y))<\varepsilon /2} dla każdego {\displaystyle y} z kuli {\displaystyle K(x,\delta _{x}).}
Na mocy zwartości {\displaystyle X} z pokrycia {\displaystyle \{K(x,\delta _{x}/2):x\in X\}} można wybrać podpokrycie skończone {\displaystyle K(x_{1},\delta _{x_{1}}/2),\dots ,K(x_{k},\delta _{x_{k}}/2).}
Niech {\displaystyle \delta ={\frac {1}{2}}\min\{\delta _{x_{1}},\dots ,\delta _{x_{k}}\}.} Wówczas na mocy nierówności trójkąta dla dowolnych {\displaystyle x,y\in X} takich, że {\displaystyle \varrho (x,y)<\delta ,} istnieje punkt {\displaystyle x_{i}} taki, że {\displaystyle x,y\in K(x_{i},\delta _{x_{i}}),} ponadto: {\displaystyle \sigma (f(x),f(y))\leqslant \sigma (f(x),f(x_{i}))+\sigma (f(y),f(x_{i}))<\varepsilon /2+\varepsilon /2=\varepsilon .}
To dowodzi, że {\displaystyle f:X\to Y} jest jednostajnie ciągła. {\displaystyle _{\square }}

## Historia
Według opracowania Rusnocka i Kerra-Lawsona, Heine opublikował pierwszą definicję jednostajnej ciągłości (1870) i dowód twierdzenia (1872), nie przypisując sobie oryginalności. Zbliżone konstrukcje występowały implicite już wcześniej, m.in. u Bolzana i Dirichleta. Koncepcje Heinego rozwijały się w tym obszarze w tandemie ze współczesnymi im publikacjami Cantora.